# Granskningskommissionen
Granskningskommissionen var en statlig icke operativ kommission, som hade till uppdrag att granska polisarbetet kring mordet på Olof Palme. Kommissionen var verksam mellan 1996 och 1999 och leddes ursprungligen av Sigvard Marjasin, men efter missnöje togs posten över av Lars Eric Ericsson. Kommissionen avlade sitt betänkande den 29 juni 1999.

## Bakgrund
Vid årsskiftet 1992/93 yrkade socialdemokraten Kent Carlsson på att en kommission skulle tillsättas för att granska polisens mordutredning. Sveriges riksdag menade att en kommission bör tillsättas, då en stark misstro mot polisen och rättsväsendet hade tilldragit efter problemen med Palmeutredningen. Efter att Thage G. Peterson föreslagit en granskningskommission, beslöt regeringen den 29 september 1994 att tillsätta en särskild kommission. Den 20 december samma år beslöt regeringen att till kommissionens ledamöter utse Inga-Britt Ahlenius, Hans Gunnar Axberger, Gun-Britt Mårtensson och Håkan Winberg. Samtidigt utnämndes Marjasin till ordförande och namnet Palmekommissionen antogs.
Kommissionen fick fria händer att behandla utredningar kring misstänkta, men den hade inga operativa möjligheter; den hade alltså inte som mål att finna gärningsmannen. Kommissionens direktiv tilldelades av justitieminister Laila Freivalds. Kommissionen fick ett särskilt uppdrag att granska utredningen av det så kallade polisspåret, det vill säga teorin om att polismän låg bakom mordet på Olof Palme. I dessa sammanhang läste samt värderade kommissionen polisens förhörsprotokoll och handlingar.
Efter kritik och misslyckande entledigades Marjasin från ordförandeposten den 6 juni 1996 och den 15 augusti samma år utsågs Lars Eric Ericsson till ny ordförande. Kommissionen arbetade inte mellan den 6 juni och 15 augusti 1996 och därefter entledigades flertalet experter och två sekreterare från sina uppdrag. Den 30 augusti antogs namnet Granskningskommissionen i anledning av mordet på statsminister Olof Palme. Därefter utsågs Axberger till huvudsekreterare. 

## Efterspel
Efter att kommissionen avlade sitt betänkande, gjorde Lars Borgnäs ett reportage om granskningen och lyfte då fram kommissionens slutsatser i olika utredningsuppslag, främst inom polisspåret.